# Ambrose Powell Hill

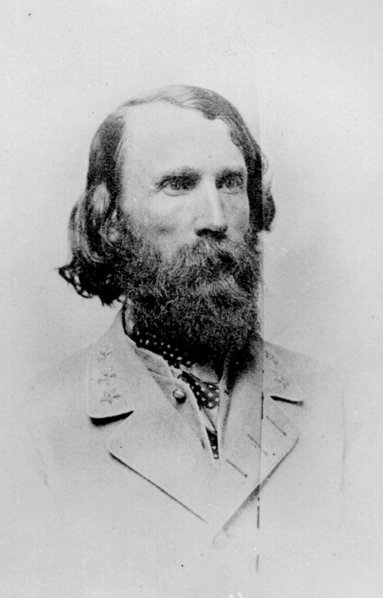
Ambrose Powell Hill.

Ambrose Powell Hill,  i den historiska litteraturen omnämnd som A.P. Hill, född den 9 november 1825 i Culpeper, Virginia, död den 2 april 1865, var en amerikansk militär och general i sydstatsarmén.

## Antebellum
Hill examinerades från militärakademin i West Point på 15:e plats år 1847. Han gjorde ett studieuppehåll på grund av en oförklarlig sjukdom, som kan ha varit kronisk leverinflammation. Under mexikanska kriget tjänstgjorde han i 1. artilleriregementet. Han drabbades av gula febern i Florida och led av den under återstoden av livet. 

## Inbördeskriget
I mars 1861 lämnade Hill en befattning vid amerikanska sjömätningsväsendet och utnämndes till överste i 13. Virginiaregementet. Regementet Hill tjänstgjorde vid låg i reserv vid första slaget vid Bull Run. Han befordrades till brigadgeneral den 26 februari 1862 och efter Peninsulakampanjen blev han generalmajor den 26 maj samma år. Hans förband fick av Hill namnet "Lätta divisionen" för att stärka moralen och det deltog i slaget vid Cedar Mountain den 9 augusti 1862. Vid Fredericksburg i december 1862 begick Hill ett misstag vid grupperingen av divisionen, vilket orsakade en lucka som medförde Maxcy Greggs död. Hans ställningar lyckades dock hejda nordstatsstyrkorna. Sedan Stonewall Jackson blivit dödligt sårad vid Chancellorsville i maj 1863 tog Hill över befälet. Han träffades av en projektil i benen och han kunde därefter nästan inte gå eller rida och J.E.B. Stuart fick överta befälet. Hill utnämndes till generallöjtnant och chef för arméns III kår den 24 maj 1863. Styrkorna deltog vid slaget vid Gettysburg, men han drabbades då åter av ohälsa. Hill anföll nordstatsstyrkorna vid Bristoe Station den 14 oktober 1863, men till följd av otillräcklig spaning förlorade han 1 400 man.

## Stupad
Den 2 april 1865 undersökte han tillsammans med en sergeant situationen efter att ha fått rapporter om att fienden brutit igenom linjerna. De besköts och Hill träffades, varvid han avled. Han är begravd på Hollywood Cemetery i Richmond. 